# Aipichthys
Aipichthys è un genere estinto di pesci ossei, appartenente ai paracantotterigi. Visse nel Cretacico superiore (Cenomaniano, circa 100 - 95 milioni di anni fa) e i suoi resti fossili sono stati ritrovati in Europa e in Asia.

## Descrizione
Questo pesce era di piccole dimensioni, e solitamente non superava i 6-7 centimetri di lunghezza. Il corpo di Aipichthys era alto e corto, a forma di losanga, ed era dotato di grandi pinne impari, armate di spine anteriori. Le pinne pelviche erano spostate molto in avanti, in posizione toracica. La testa era corta e alta, ed era dotata di una sorta di cresta sopraoccipitale ipertrofica e molto alta, priva di osso antorbitale. La pinna caudale era dotata di due lobi molto pronunciati.

## Classificazione
I primi fossili di Aipichthys vennero descritti nel 1850. La specie tipo, Aipichthys pretiosus, venne descritta da Steindachner e proviene dalla zona di Komen, in Slovenia. Altre forme sono note in Inghilterra (A. nuchalis) e soprattutto in Libano (A. minor, A. velifer, A. oblongus).
Aipichthys è il genere eponimo della famiglia Aipichthyidae, un gruppo di piccoli pesci tipici dell'inizio del Cretaceo superiore, dalle affinità ricercabili nel grande gruppo (probabilmente parafiletico) dei paracantotterigi. In particolare, Aipichthys sembrerebbe essere uno dei membri più derivati degli Aipichthyidae. È probabile che gli aipittidi fossero membri basali dell'ordine Polymixiiformes, rappresentato anche da forme attuali.

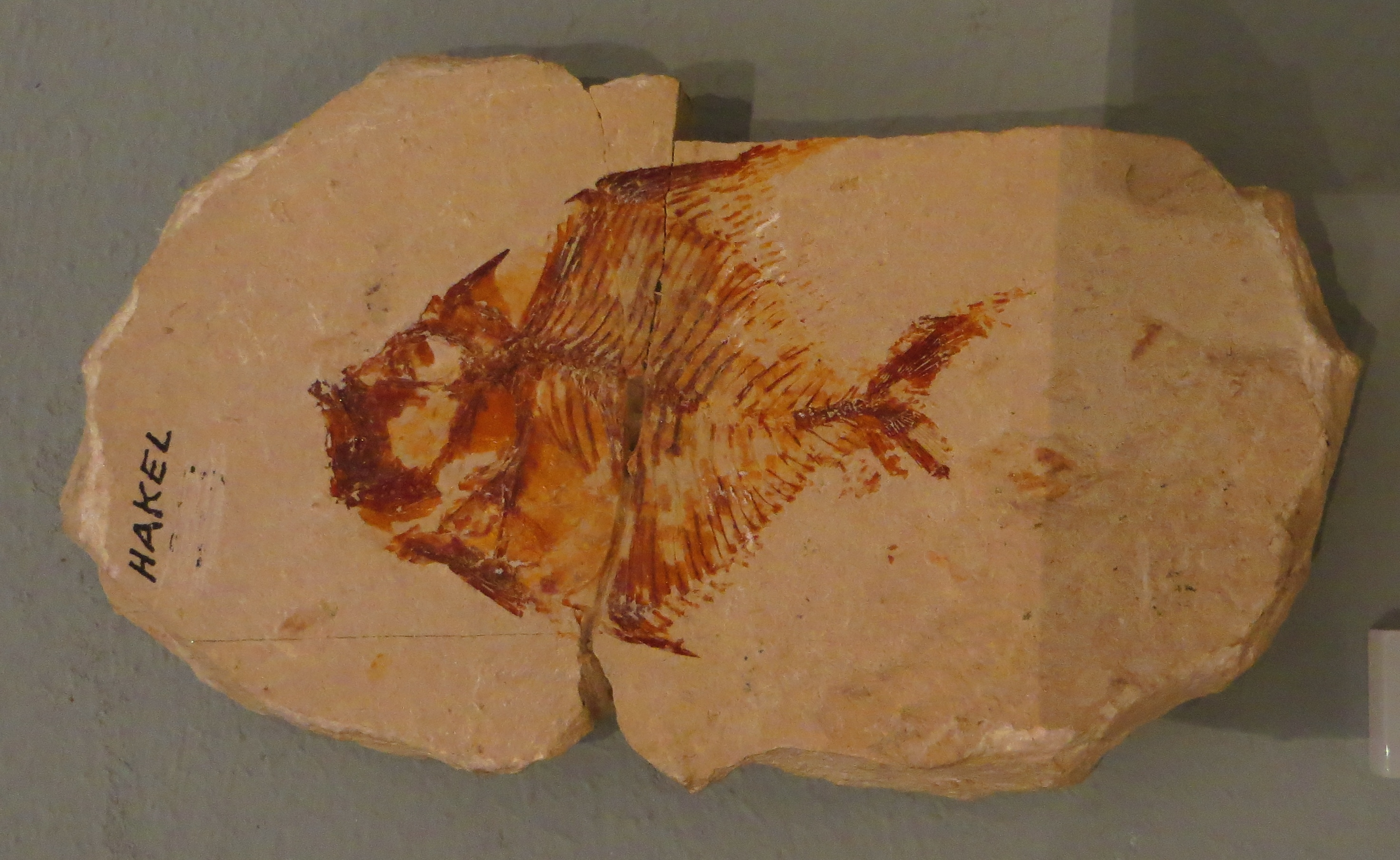
Fossile di Aipichthys minor

## Paleoecologia
La forma del corpo appiattito lateralmente e molto alto indica che questo animale doveva essere un nuotatore piuttosto lento ma molto abile nella manovra. Probabilmente Aipichthys e i suoi stretti parenti si muovevano con agilità all'interno di anfratti nelle rocce e nelle scogliere nei pressi delle rive della Tetide.